# Chich
Le Chich (en russe : Шиш) est une rivière de Russie qui coule dans l'oblast d'Omsk. C'est un affluent de l'Irtych en rive droite, donc un sous-affluent de l'Ob.

## Géographie
Le bassin versant du Chich a une superficie de 5 270 km2, c'est-à-dire une surface grande comme le canton du Valais en Suisse ou encore comme le département français des Ardennes. Sa longueur est de 378 kilomètres.
Le Chich prend naissance dans la partie méridionale des marais de Vassiougan, à l'extrémité nord-est de l'oblast d'Omsk non loin de la frontière avec celui de Tomsk. Son parcours se déroule dans une zone presque totalement plane, marécageuse et couverte par la forêt, au centre-sud de la plaine de Sibérie occidentale. Le cours de la rivière est globalement orienté de l'est vers l'ouest. En fin de parcours, le Chich effectue un changement de direction vers le sud et finit ainsi par se jeter dans l'Irtych en rive droite au niveau de la localité d'Oust-Chich.
La rivière ne traverse aucun centre urbain important. 
Le Chich gèle à partir de la fin du mois d'octobre ou du début de novembre, et ce jusqu'à la seconde quinzaine d'avril.

## Hydrométrie - Les débits mensuels à Atirka
Le débit de la rivière a été observé pendant 47 ans (1952 - 1999) à Atirka, petite localité située à quelque 149 kilomètres de son confluent avec l'Irtych, et à une altitude de 67 mètres. 
À Atirka, le débit annuel moyen ou module observé sur cette période était de 15,2 m3/s pour une surface de drainage de 3 750 km2, soit approximativement 72 % de la totalité du bassin versant de la rivière qui en compte 5 270. La lame d'eau d'écoulement annuel dans ce bassin se montait de ce fait à 128 millimètres, ce qui peut être considéré comme modéré dans le cadre du bassin moyen de l'Irtych.
Les hautes eaux se déroulent au printemps, du mois d'avril au mois de juin, ce qui correspond au dégel et à la fonte des neiges du bassin. Dès le mois de juin, le débit baisse fortement, mais reste assez confortable tout au long du reste de l'été et de l'automne. Un net rebond, de moyenne ampleur, a lieu aux mois de septembre et d'octobre, et est lié aux précipitations automnales ainsi qu'à la moindre évaporation en cette saison.
À partir du mois de novembre, le débit de la rivière baisse à nouveau, ce qui mène à la période des basses eaux ou étiage annuel. Celui-ci a lieu de décembre à mars inclus. 
Le débit moyen mensuel observé en février (minimum d'étiage) est de 2,67 m3/s, soit un peu plus de 3 % du débit moyen du mois de mai (79,0 m3/s), ce qui montre l'amplitude très importante des variations saisonnières. Sur la durée d'observation de 47 ans, le débit mensuel minimal a été de 0,97 m3/s en février 1969, tandis que le débit mensuel maximal s'élevait à 180 m3/s en mai 1957.
En ce qui concerne la période estivale, la plus importante car libre de glaces (de mai à octobre inclus), le débit minimal observé sur cette même période, a été de 1,95 m3/s en août 1982. Un débit mensuel estival inférieur à 2 m3/s est cependant fort rare. 